# Festivalul Internațional de Film Fantastic de la Avoriaz din 1978
Festivalul Internațional de Film Fantastic de la Avoriaz din 1978 (în franceză Festival international du film fantastique d'Avoriaz 1978) a fost a șasea ediție a Festivalului Internațional de Film Fantastic de la Avoriaz. A avut loc în Alpii francezi (în stațiunea Avoriaz) în ianuarie 1978.
Filmul Full Circle regizat de Richard Loncraine a primit Marele premiu (Grand prix) al festivalului.

## Juriu
- William Friedkin (președinte)
- Karel Appel
- Fernando Arrabal
- Jane Birkin
- Daniel Boulanger
- Michael Cacoyannis
- Didier Decoin
- Alain Delon
- Michel Drach
- Sergio Leone
- Félicien Marceau
- Jeanne Moreau
- Nadine Trintignant
- Henri Verneuil

## Selecție

### În competiție
- L'Ange et la Femme de Gilles Carle ( Canada)
- Le Cercle infernal (Full Circle) de Richard Loncraine ( Canada /  Regatul Unit)[3]
- Le Crocodile de la mort (Eaten Alive) de Tobe Hooper ( Statele Unite ale Americii)
- La Dernière Vague (The Last Wave) de Peter Weir ( Australia)
- Eraserhead de David Lynch ( Statele Unite ale Americii)
- Génération Proteus (Sămânța demonului) de Donald Cammell ( Statele Unite ale Americii)
- Holocauste 2000 (Holocaust 2000) de Alberto De Martino ( Regatul Unit /  Italia)
- L'Horrible Invasion (Kingdom of the Spiders) de John Cardos ( Statele Unite ale Americii)
- La Nuit de la métamorphose (Mântuitorul) de Krsto Papić ( Iugoslavia)
- Photo souvenir de Edmond Séchan ( Franța)[4][5]
- Rhinocéros de Tom O'Horgan ( Statele Unite ale Americii /  Regatul Unit /  Canada)[6][7]
- Ruby de Curtis Harrington ( Statele Unite ale Americii)[8]

### În afara competiției
- Cenușăreasa (Cinderella) de Michael Pataki ( Statele Unite ale Americii)

## Premii
- Marele premiu (Grand prix): Le Cercle infernal de Richard Loncraine
- Premiul special al juriului (Prix spécial du jury): La Dernière Vague de Peter Weir
- Premiul criticii (Prix de la critique): L'Ange et la Femme de Gilles Carle
- Antenne d'or: Eraserhead de David Lynch